# 뉴질랜드 왕립 공군
뉴질랜드 왕립 공군(영어: Royal New Zealand Air Force, 마오리어: Te Tauaarangi o Aotearoa)은 뉴질랜드의 공군으로, 뉴질랜드 방위군의 일부이다. 뉴질랜드의 항공 부대 역사는 1913년까지 거슬러 올라가지만, 뉴질랜드의 조종사들은 왕립비행군단이나 영국 해군 항공대 또는 오스트레일리아 비행군단에 입대해 제1차 세계 대전을 치렀고, 실제 공군 부대는 1923년 "뉴질랜드 영구 공군"이라는 이름으로 뉴질랜드 육군에 소속된 부대로 탄생했다. 뉴질랜드 영구 공군은 1937년 4월 1일 별도의 부대로 독립했다.
뉴질랜드 공군은 창립 이후 제2차 세계 대전에서 활약했으며, 이후 베를린 공수, 말레이시아 비상사태, 6.25 전쟁, 말레이시아-인도네시아 대치, 베트남 전쟁, 걸프 전쟁 등에 참전했다. 이후 뉴질랜드 공군은 평화 유지 활동 및 국제 협력, 그리고 인도주의적 지원 임무에 참여하고 있으다. 2001년 전투 병력 해산으로 인해 전투 임무는 더 이상 수행하지 않고 있으며, 뉴질랜드 육군 및 뉴질랜드 왕립 해군의 임무를 지원하는 역할을 맡고 있다.
뉴질랜드 공군은 웰링턴, 오클랜드, 블레넘에 공군 기지를 두고 있으며 남섬 크라이스트처치에 뉴질랜드 공군 박물관을 운영하고 있다. 뉴질랜드 공군이 운용 중인 항공기는 2024년 총 47대로 초계기, 군용 수송기, 헬리콥터, 그리고 훈련기로 구성되어 있다. 2024년 현재 뉴질랜드 공군 총사령관은 뉴질랜드의 총독인 신디 키로이고, 공군 참모총장은 앤드루 클라크이다.